# راینر زایفرت
راینر زایفرت (انگلیسی: Rainer Seifert؛ زادهٔ ۱۰ دسامبر ۱۹۴۷) بازیکن هاکی روی چمن اهل آلمان غربی بود.